# Corridors of Power
Corridors of Power — второй сольный студийный альбом североирландского гитариста Гэри Мура, выпущенный в сентябре 1982 года и ознаменовавший прорыв Мура на международной хард-рок сцене. Allmusic охарактеризовал «Corridors of Power» как «первый настоящим хэви-метал-альбомом» гитариста. Название альбома — это отсылка к роману Чарльза Перси Сноу..

## История альбома
После незавершенных записей своего альбома «Dirty Fingers» Мур присоединился к группе Грега Лейка в августе 1981 года. С Лейком он записал альбом и гастролировал с ним в течение нескольких месяцев. В начале 1982 года Мур снова обратился к своей сольной карьере и записал несколько демо-записей с собственной группой. Помимо этого он принял участие в записи второго альбома Грега Лейка, но к осени года сотрудничество прекратилось.
Ещё весной 1982 года он собрал новую группу, которая состояла из ряда известных музыкантов — Иэн Пейс на барабанах (Deep Purple, Whitesnake), Нил Мюррей на бас-гитаре (National Health, Whitesnake) и Томми Эйр на клавишных (Грег Лейк). Подписав контракт с звукозаписывающей компанией Virgin Records, Мур отправился с данном составом в лондонскую студию Townhouse Studios и записал альбом «Corridors of Power». При этом вокальные партии Мур впервые полностью взял на себя, лишь на песне «End of the World» Мур пел дуэтом с Джеком Брюсом из Cream. Мур и Брюс впоследствии сновал записывались вместе в проекте BBM в 1993 году.
Альбом представлял собой смесь жестких рок-песен и броских баллад. Текстуально преобладали простые песни о любви; но с эпическим «концом мира» Мур снова затронул тему ядерной войны, которую он уже рассмотрел на своем альбоме Dirty Fingers. Альбом содержит кавер-версию песни группы Free «Wishing Well».
Со своей студийной группой Мур сыграл первые концерты в Англии летом 1982 года. В качестве певца он нанял для этого американца Чарли Хуна, ранее выступавшего с Тедом Ньюджентом, с которым за полтора года до этого он уже записал альбом Dirty Fingers. Но Хун, похоже, не оправдал ожиданий и уже в конце августа вернулся в Детройт. После завершения небольшого предварительного турне альбом был, наконец, выпущен в сентябре 1982 года. Альбом был выпущен в двух версиях — лейблом Virgin в Великобритании и лейблом Mirage в США. Издания отличаются друг от друга обложками, а также тем, что американская версия «Falling in love with you» была ремикширована.
С «Corridors of Power» Мур пережил свой коммерческий прорыв. Virgin Records поддержала его значительно больше, чем его прежняя звукозаписывающая компания. Так, первые 25 000 виниловых копий «Corridors of Power» были выпущены вместе с бонусный EP с тремя живыми треками, записанными в лондонском клубе Marquee 25 августа 1982 года. В 2002 году эти три трека будут изданы в составе ремитированного издания альбома на CD. В октябре 1982 года «Corridors of Power» попал в британские альбомные чарты и оставался там в течение нескольких недель. Больших успехов Мур также добился в Японии, а в США альбом продержался в чартах в общей сложности тринадцать недель в следующем году.
После того, как альбом был выпущен, Мур отправился в обширное мировое турне осенью 1982 года. В качестве вокалиста был нанят певец Джон Сломен (Lone Star, Uriah Heep), а Томми Эйр был заменён в качестве клавишника Доном Эйри (Rainbow, Colosseum II), который, как и Хун, уже участвовал в записи «Dirty Fingers». Группа также приехала в Японию в 1983 году, где в январе был записан живой альбом «Rockin’ Every Night – Live in Japan». После этого Сломен снова покинул группу, и Мур отныне окончательно взял на себя вокальные партии.

## Кавер-версии
Японская рок-певица Мари Хамада записала песню «Love Can Make A Fool of You» (переименованную в «Love, Love, Love») на своем альбоме Rainbow Dream 1985 года. В качестве кивка в сторону «Corridors of Power» американский гитарист Джефф Коллман назвал свой сольный альбом 2012 года «Silence in the Corridor», заглавный трек которого является данью уважения Муру

## Список композиций
Слова и музыка всех песен — Гэри Мур, кроме отмеченного..
| №  | Название                     | Автор(ы)                                                                        | Длительность |
| -- | ---------------------------- | ------------------------------------------------------------------------------- | ------------ |
| 1. | «Don't Take Me for a Loser»  |                                                                                 | 4:17         |
| 2. | «Always Gonna Love You»      |                                                                                 | 3:56         |
| 3. | «Wishing Well» (Free cover)  | Paul Rodgers, Simon Kirke, Tetsu Yamauchi, John "Rabbit" Bundrick, Paul Kossoff | 4:06         |
| 4. | «Gonna Break My Heart Again» |                                                                                 | 3:19         |
| 5. | «Falling in Love with You»   |                                                                                 | 4:52         |

| №  | Название                      | Автор(ы)         | Длительность |
| -- | ----------------------------- | ---------------- | ------------ |
| 6. | «End of the World»            |                  | 6:53         |
| 7. | «Rockin' Every Night»         | Moore, Ian Paice | 2:48         |
| 8. | «Cold Hearted»                |                  | 5:12         |
| 9. | «I Can't Wait Until Tomorrow» |                  | 7:47         |

| №                   | Название                                        | Длительность |
| ------------------- | ----------------------------------------------- | ------------ |
| 10.                 | «Falling in Love with You» (Remix)              | 4:10         |
| 11.                 | «Falling in Love with You» (Remix instrumental) | 4:24         |
| 12.                 | «Love Can Make a Fool of You»                   | 4:06         |
| Общая длительность: | Общая длительность:                             | 55:50        |

## Участники записи
- Гэри Мур — соло и ритм-гитары, ведущий и бэк-вокал
- Томми Айр[англ.] — клавишные (кроме 5)
- Нил Мюррей — бас-гитара (кроме 5)
- Иэн Пэйс — ударные, перкуссия (кроме 6)

приглашённые музыканты
- Джон Сломан — бэк-вокал
- Джек Брюс — вокал (6)
- Бобби Шуинар — барабаны (6)
- Мо Фостер[англ.] — бас-гитара (5)
- Дон Эйри — клавишные (5)

## Синглы
- Falling In Love With You (Февраль 1983)
- End Of The World (1982)
- Always Gonna Love You (Сентябрь 1982)